# Laura Alonso
Laura Alonso (Buenos Aires, 23 de diciembre de 1972) es una politóloga y política argentina, perteneciente a Propuesta Republicana (PRO). 
Estuvo al frente de la Oficina Anticorrupción entre 2015 y 2019, durante la presidencia de Mauricio Macri. Anteriormente fue diputada nacional por la ciudad de Buenos Aires entre 2009 y 2015.

## Biografía

### Comienzos
Alonso se graduó como licenciada en Ciencias Políticas de la Universidad de Buenos Aires.
Fue Directora Ejecutiva de Poder Ciudadano, capítulo argentino de Transparencia Internacional.

### Diputada nacional (2009-2015)
Fue Diputada de la Nación Argentina por la Ciudad de Buenos Aires, por Propuesta Republicana desde 2009 hasta diciembre de 2015, donde integró las comisiones permanentes de Juicio Político como vicepresidente primera y como vocal de los Asuntos Constitucionales, Modernización del funcionamiento parlamentario y Libertad de Expresión.
Entre sus iniciativas legislativas de 2010 y 2011 figura la ley de paridad de género.
Junto a la diputada Patricia Bullrich invitó al fiscal Alberto Nisman a la Cámara de Diputados de la Nación a exponer su denuncia contra la presidenta Cristina Fernández y otras personas por supuesto encubrimiento del atentado a la AMIA. En febrero declaró ante la fiscal del caso, Viviana Fein. Luego quedó involucrada en la causa por la muerte del fiscal, debido a la cantidad de comunicaciones que realizó con el mismo el fin de semana de su muerte.

### Titular de la Oficina Anticorrupción (2015-2019)
En diciembre de 2015, Mauricio Macri la designó titular de la Oficina Anticorrupción sucediendo así a Julio Vitobello. Su nombramiento fue criticado debido a que no cumplía con el requisito de ser abogada que exigía la ley. A través del decreto número 226/2015, se modificaron dos artículos del decreto 102/99 firmado por el expresidente Fernando De la Rúa, eliminando la obligatoriedad de ser abogado para ocupar el cargo y estableciendo como requisito «tener título universitario, sólida formación académica, antecedentes profesionales calificados en derecho, ciencias sociales o economía y una reconocida trayectoria democrática y republicana».
Durante su gestión, el organismo publicó en formato abierto junto al Ministerio de Información más de 90 mil declaraciones juradas de funcionarios del Poder Ejecutivo y legisladores en el Portal Nacional de Datos Públicos. También se publicó en la web de la Oficina Anticorrupción el listado con los funcionarios y exfuncionarios cumplidores e incumplidores de declaraciones Anuales y Bajas 2015 e Iniciales 2016.
En 2017 se conoció que la titular de la oficina, Laura Alonso incrementó en un solo año su patrimonio en 160 % mientras estaba al frente del organismo y se encuentra tercera en el ranking de funcionarios del Gobierno con mayor crecimiento patrimonial.

#### Leyes impulsadas
Durante su gestión se elaboraron, entre otros, los siguientes proyectos de ley y decretos:
- Ley del Arrepentido: Plantea la posibilidad de reducir o eximir de penas a quienes brinden “información precisa, comprobable y útil que permita evitar la consumación o continuación de un delito; ayudar a esclarecer el hecho objeto de la investigación u otros conexos; revelar la identidad de coautores, partícipes o encubridores de los hechos investigados o de otros conexos, o la intervención de otras personas”. Fue aprobada por el Congreso Nacional.[14]

- Responsabilidad Penal Empresaria: Tiene como principal fin prevenir la corrupción a través de la implementación de programas de integridad y fomentar la colaboración del sector privado en la investigación de la corrupción, se busca seguir los estándares en materia de transparencia promovidos por la Organización para la Cooperación y el Desarrollo Económicos (OCDE).[15] Durante el debate de la ley,  Alonso pidió que se volviera a incluir en el proyecto de ley la llamada "cláusula Odebrecht", que permitía a las empresas acordar con la Procuración la extinción o reducción de la pena a cambio de información sobre delitos anteriores.[16] Diferentes políticos, juristas y periodistas advirtieron acerca de la ilegalidad del artículo.[17] La oposición argumentó que el artículo tenía como objetivo que empresas como Iecsa se vieran libradas de acusaciones por sus negocios con Odebrecht al denunciar coimas anteriores con el gobierno de Cristina Fernández de Kirchner.[18]

- Decretos de Integridad en Juicios contra el Estado y Contrataciones Públicas: Son dos herramientas adicionales de transparencia en las que el presidente de la Nación, realizó un proceso de consulta participativa que incluyó aportes de organismos no gubernamentales y de la ciudadanía en general a través de la web.[19]

#### Causas judiciales impulsadas
La Oficina Anticorrupción interviene como denunciante o querellante en más de 35 causas por delitos de corrupción en el ámbito de la Administración Pública Nacional. Algunas de ellas son: Tragedia de Once, Hotesur, Ciccone, Plan Qunita, Lázaro Báez, Coimas en el Ministerio de Salud, José López y César Milani.
En el primer año de Alonso al mando de la Oficina, más de 22.000 funcionarios públicos no presentaron sus formularios de declaraciones juradas en 2016. La Oficina Anticorrupción promovió denuncias al respecto solo contra opositores al gobierno del que forma parte, por lo que fue imputada por "parcialidad manifiesta" y acusada de estar utilizando su función "para perseguir adversarios". Al año siguiente la Oficina Anticorrupción les dio más tiempo a los funcionarios para presentar sus declaraciones juradas.
En 2016, la Sala II de la Cámara Federal ordenó al juez Martínez de Giorgi que reabra la investigación para determinar si la Oficina Anticorrupción (OA), a cargo de Alonso, hace "persecución selectiva", eligiendo en qué causas interviene y cuáles deja pasar motivada a partir de intereses políticos o económicos. La investigación está a cargo de Franco Picardi, quien pidió la lista de todas las causas donde actuó la Oficina Anticorrupción durante la gestión de Alonso. Ese mismo año, el abogado y dirigente social Juan Grabois presentó una denuncia contra la OA y su titular por un supuesto direccionamiento de las denuncias que radicó en la Justicia federal, contra opositores al gobierno de Mauricio Macri.
En julio de 2018, Alonso afirmó que no le correspondía "controlar al Presidente" debido a que "para eso están el Congreso y el Poder Judicial”. Debido a esto el diario Página/12 sostuvo en una nota que Laura Alonso "desconoce las funciones" de la oficina que lidera, ya que es un organismo de control "y el objeto de su control es la administración pública, básicamente el Poder Ejecutivo Nacional (PEN)".

## Críticas

### Nepotismo y amenazas a un medio de comunicación
A principios de 2018 se descubren decenas de casos de nepotismo en el gobierno nacional, incluyendo a la hermana de Alonso, Soledad, quien es empleada en la Secretaría General de la Presidencia. Alonso afirmó que su hermana llevó su currículum a la Fundación Pensar, el think tank del PRO y “fue entrevistada y contratada como empleada”. Cuando fue consultada al respecto, la titular de la OA amenazó con iniciar acciones legales contra la periodista de diario Perfil si se publicaba la información de que su hermana era empleada estatal. El diario Página/12 denunció un posible conflicto de interés, al contratar como agente de prensa a una consultora privada que se dedica al lobby y que fue fundada por un fallecido político del PRO.

### Comentario sobre la muerte de Santiago Maldonado
Luego de que por el aniversario de la muerte del activista Santiago Maldonado, la funcionaria respondió a un tuit de la cuenta de la Dra Pignata donde se burlaba de la muerte del activista. Alonso afirmó que se trataban de dos tuits diferentes, pero la misma borró los originales.

### Defensa a Juliana Awada por el uso personal del helicóptero presidencial
Durante su gestión Laura Alonso defendió el uso del helicóptero presidencial por parte de la primera dama Juliana Awada para viajes personales a Uruguay. La revelación se dio a conocer cuando el diario uruguayo El País reveló que Mauricio Macri envió el helicóptero oficial para buscar a su esposa Juliana Awada y su hija Antonia que volvían de vacaciones en Punta del Este.

### Actuaciones en el bono del Ministro Etchevere
En 2018, el ministro de Agroindustria, Luis Miguel Etchevehere reveló que recibió el visto bueno de Alonso por el cobro del bono de la Sociedad Rural por medio millón de pesos, a raíz del cual días después Etchevehere fue imputado por los posibles delitos de dádivas, negocios incompatibles con la función en el Estado y administración fraudulenta. En marzo la hermana de Etchevehere denunció amenazas y cajoneo de causas en contra del ministro. Dolores Etchevehere advirtió sobre la nula investigación de parte de la Oficina Anticorrupción, luego de haber entregado una denuncia a Laura Alonso por una diferencia de 26 millones de pesos de la declaración jurada del ministro de Agroindustria.

## Causas judiciales

### Caso Panamá Papers
A mediados de 2016 Alonso, fue denunciada por su actuación en los Panamá Papers por la Fundación por la Paz y el Cambio Climático de Argentina, la titular de la OA fue acusada de "mal desempeño de sus funciones", "abuso de autoridad" e incumplimiento de deberes públicos". La causa que quedó registrada con el número 3.781/2016. Al respecto Laura Alonso defendió a Macri argumentando que constituir sociedad en paraíso fiscal no es delito en sí mismo.
A raíz del descubrimiento de los Panama Papers la oposición pidió investigar y reclamó la renuncia de Laura Alonso, quien habría defendido el uso de cuentas en paraísos fiscales por parte del presidente Mauricio Macri.

### Caso Correo Argentino
En febrero de 2017 el diputado Rodolfo Tailhade denunció penalmente a la titular de la Oficina Anticorrupción por al acuerdo firmado entre el Gobierno y el Correo Argentino, donde le condonaría al Grupo Macri una deuda con el Estado de alrededor de 70 mil millones de pesos (hacia 2032). En esta causa también se encuentran denunciados el entonces presidente Mauricio Macri y el ministro de Comunicaciones, Oscar Aguad.
En octubre de 2018 diputada Graciela Camaño denunció penalmente a Alonso por proteger a Mauricio Macri en el expediente por el caso del Correo Argentino, donde se acusa al gobierno de condonar una deuda millonaria a la familia del Presidente Macri. Camaño pidió que Alonso sea investigada por la presunta comisión de los delitos de violación de los deberes de funcionario público y denegación y retardo de justicia. Dentro de la denuncia penal la diputada Camaño incluyó párrafos contra la titular de la Oficina Anticorrupción, Laura Alonso, diciendo -entre otras cosas- que "ha transformado esa área en una trinchera dedicada a perseguir funcionarios de la gestión anterior".

### Caso Odebrecht
En junio de 2017 el diputado Tailhade presentó otra denuncia contra Alonso por presuntamente “negociar impunidad” de forma extrajudicial con la empresa brasileña Odebrecht, acusada de pagar coimas. Los funcionarios mantuvieron reuniones con la empresa y criticaron al Ministerio Público, que acordó el traspaso de información confidencial con Brasil para investigar a todos los argentinos involucrados en el Lava Jato. Hubo encuentros a puertas cerradas entre Garavano y Alonso con los ejecutivos de la filial argentina de Odebrecht, que fueron descriptos intentos de obtener anticipadamente la información confidencial que aquellos pudieran aportar y de ese modo, controlar los daños que esos datos se encaminan a producir sobre la familia del Presidente y sus más cercanos amigos. Ese mismo año diferentes diputados denunciaron ante la justicia penal a la jefa de la Oficina Anticorrupción, Laura Alonso, por incumplimiento de los deberes de funcionario público y encubrimiento. La presentación recayó en el juez federal Sebastián Casanello.

### Contratación irregular de una consultora privada
En 2018 Laura Alonso fue denunciada por "incumplimiento de los deberes de funcionario público, abuso de autoridad, negociaciones incompatibles y malversación de fondos públicos" por la contratación irregular de una consultora privada supuestamente vinculada a asesores del PRO para tareas de prensa y comunicación.

### Encubrimiento al Ministro Aranguren
La Oficina Anticorrupción analizó el posible conflicto de intereses del ministro de Energía y Minería Juan José Aranguren debido a su rol previo como CEO de Royal Dutch Shell y su carácter de accionista de la empresa, luego de que el ministro haya sido denunciado por "negociaciones incompatibles". Aranguren fue quien determinó que se otorgase contratos a Shell para la importación de combustible y el ministro ,en los primeros seis meses de gestión, sumentó excepcionalmente sus acciones en la petrolera. Alonso realizó declaraciones polémicas al decir que "tener acciones de una empresa no es necesariamente un conflicto de intereses. Por eso le pedimos a todos los funcionarios que no tomen ninguna decisión que deleguen la firma hacía arriba o hacia abajo". En septiembre de 2016 la OA resolvió recomendar al funcionario que se desprenda de sus acciones en la empresa, así como le hizo saber que en cuestiones relacionadas con la empresa debe abstenerse de intervenir y comunicar su excusación al Presidente de la Nación para que designe a un funcionario en su reemplazo. A través del decreto 1006/2016, el presidente Mauricio Macri transfirió la gestión de las actuaciones relacionadas con Shell Compañía Argentina de Petróleo S.A. al ministro de Producción, Francisco Adolfo Cabrera.
A mediados de 2016, el fiscal Carlos Stornelli imputó al ministro de Energía, Juan José Aranguren, por una denuncia sobre irregularidades en la compra de gas a Chile, en la que se lo acusa de haber pagado sobreprecios y de realizarla sin licitación mediante un acuerdo con Chile con un precio que resulta un 53% más caro que el GNL que llega por barcos y un 128% más elevado que lo abonado por las importaciones provenientes de Bolivia con el objetivo de favorecer a Shell de la cual es accionista. Ante el descubrimiento del negociado se le dio aviso a la Oficina Anticorrupción y a Laura Alonso, alertando de la situación irregular para que frenara la compra irregular de gas e impidiera los negociados. Sin embargo, Alonso no inició ninguna investigación pese a haber sido advertida de la maniobra.
En diciembre de 2019 fue procesada por el juez federal Luis Rodríguez por encubrimiento agravado, en la causa que investiga si Aranguren benefició a  Shell como ministro mientras aún tenía acciones en la petrolera.

## Publicaciones
- 2015: «Circo Kirchner».[63]